# Cleistocarpidium japonicum
Cleistocarpidium japonicum là một loài rêu trong họ Ditrichaceae. Loài này được Deguchi, Matsui & Z. Iwats. K. L. Yip mô tả khoa học đầu tiên năm 2004.